# Epiplema niveinotata
Epiplema niveinotata är en fjärilsart som beskrevs av Walker 1862. Epiplema niveinotata ingår i släktet Epiplema och familjen Uraniidae. Inga underarter finns listade i Catalogue of Life.